# Heliosfera

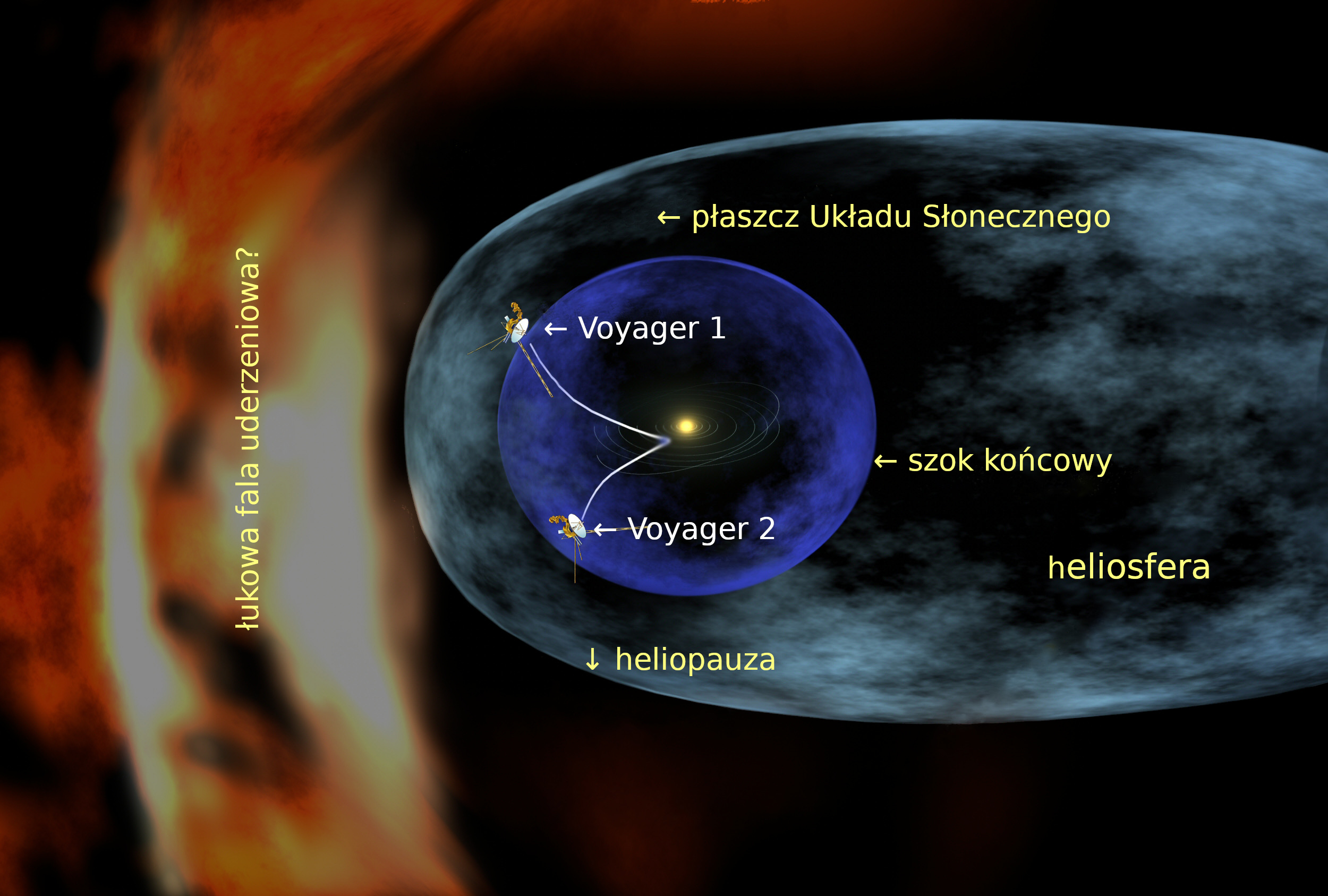
Struktura heliosfery

Heliosfera – obszar wokół Słońca, w którym ciśnienie wiatru słonecznego przeważa nad ciśnieniem wiatrów galaktycznych, tworząc „bąbel” wyrzucanej przez Słońce materii w otaczającym ośrodku międzygwiazdowym. Heliosfera zawiera w sobie Słońce, wszystkie planety i większość mniejszych ciał Układu Słonecznego, chociaż hipotetyczny obłok Oorta rozciąga się daleko poza jej granice.

## Wiatr słoneczny
Strumień naładowanych cząstek tworzących wiatr słoneczny, głównie protonów i elektronów, jest emitowany przez Słońce mniej więcej równomiernie we wszystkich kierunkach. W pobliżu Ziemi porusza się on ze średnią prędkością ok. 400 km/s i w obszarze, w którym krążą planety, zwalnia nieznacznie wskutek oddziaływania z polem magnetycznym Słońca. Prędkość ta znacznie przekracza prędkość dźwięku w ośrodku międzygwiazdowym, równą około 100 km/s. Zmiany intensywności wiatru słonecznego, spowodowane zmienną aktywnością gwiazdy, wywołują burze magnetyczne w magnetosferach planet.
Wraz z oddalaniem od Słońca, wzrasta wpływ materii międzygwiazdowej na wiatr słoneczny. Ich wzajemne oddziaływanie stale kształtuje heliosferę, ochraniającą Układ Słoneczny przed promieniowaniem kosmicznym. W jakim stopniu chroni ona Ziemię przed wysokoenergetycznymi cząstkami materii międzygwiezdnej – tego jeszcze nie wiadomo.

## Struktura heliosfery
Zachowanie się wiatru słonecznego kształtuje heliosferę, tworzy jej granice i dzieli ją na dwa oddzielne obszary, w zależności od prędkości cząstek wiatru. W jej wewnętrznej części jest ona naddźwiękowa.
- Szok końcowy to miejsce, w którym prędkość wiatru słonecznego staje się poddźwiękowa. Część heliosfery poza tą granicą nazywa się płaszczem Układu Słonecznego (ang. heliosheath).
- Heliopauza to granica płaszcza i całej heliosfery, za którą ciśnienie materii międzygwiezdnej zaczyna dominować.

Hipoteza, że poza heliopauzą istnieje jeszcze jedna granica, łukowa fala uderzeniowa (ang. bow shock), została obalona na podstawie obserwacji sondy IBEX (Interstellar Boundary Explorer). Miałby to być obszar silnych turbulencji w ośrodku międzygwiazdowym, tworzony przez Układ Słoneczny poruszający się wokół centrum Galaktyki.

### Szok końcowy
Ciśnienie wiatru słonecznego spada z kwadratem odległości od gwiazdy. Na skutek oddziaływania z ośrodkiem międzygwiazdowym, w odległości ok. 75 – 90 au od Słońca wiatr zwalnia do prędkości poddźwiękowych, tworząc stojącą falę uderzeniową. W obszarze tym skokowo wzrasta jego ciśnienie i temperatura, zmienia się także jego pole magnetyczne.
Do tej granicy dotarły jak dotąd dwie sondy kosmiczne zbudowane przez człowieka, sondy Voyager. Voyager 1 w grudniu 2004 r. przekroczył szok końcowy w odległości 85 au od Słońca, rejestrując zmiany ciśnienia, temperatury i pola magnetycznego, podczas gdy Voyager 2 w maju 2006 r. napotkał tę granicę w odległości 76 au. Sugeruje to że szok końcowy nie ma kształtu sferycznego, ale jest w pewnym stopniu nieregularny, rozszerza się w północnej części, a jest przesunięty bliżej Słońca w południowej.
Wpływ na kształt i wielkość szoku końcowego ma zarówno Słońce, jak też pole magnetyczne całej Galaktyki. Przypuszczalnie zjawiska takie jak koronalne wyrzuty masy są w stanie przesunąć jego granicę o kilka au. Ze względu na dynamiczną naturę tej struktury, przyszłe misje mogą stwierdzić zupełnie inny jej kształt.

### Płaszcz Układu Słonecznego
Część heliosfery poza szokiem końcowym, w której wiatr słoneczny nadal dominuje, lecz porusza się z prędkością poddźwiękową, nazywa się płaszczem Układu Słonecznego. Tutaj jest on gęstszy i znacznie bardziej podatny na oddziaływanie z ośrodkiem międzygwiazdowym. Ciśnienie dynamiczne ośrodka, w którym porusza się Układ Słoneczny, powoduje ściśnięcie płaszcza do około 40 au w kierunku ruchu Układu (apeksu Słońca) i rozciągnięcie go wielokrotnie dalej w przeciwną stronę, na kształt warkocza komety. Analizy danych zebranych przez sondy NASA IBEX oraz Cassini zasugerowały, że heliosfera ma kształt dość symetrycznego bąbla, kształtowanego przez zewnętrzne pole magnetyczne, które miałoby wówczas decydujący wpływ. Jednak późniejsze badania wskazały, że obserwowany efekt ma swoje źródła bliżej, w obszarze szoku końcowego, zaś heliosfera jako całość jest wydłużona, a pole magnetyczne jedynie deformuje jej kształt
Pierwsze dane dotyczące warunków panujących w obszarze płaszcza przesłały na Ziemię sondy Voyager; Voyager 1 opuścił go w sierpniu 2012 roku, po prawie 8 latach lotu.

### Heliopauza
W pewnej odległości od Słońca wiatr słoneczny nie jest już w stanie przeciwstawić się ciśnieniu materii międzygwiezdnej i zatrzymuje się, tworząc granicę heliosfery – heliopauzę. Poza nią znajduje się już przestrzeń międzygwiezdna, chociaż strefa Hilla, czyli obszar grawitacyjnej dominacji Słońca rozciąga się wielokrotnie dalej, na odległość ok. półtora roku świetlnego i poza heliopauzą przypuszczalnie krąży wiele ciał utrzymywanych przez jego przyciąganie, tworząc zewnętrzny obłok Oorta. Kształt heliopauzy jest nieznany, ale można modelować ją, stosując prawa mechaniki płynów.

## Hipotetyczna łukowa fala uderzeniowa

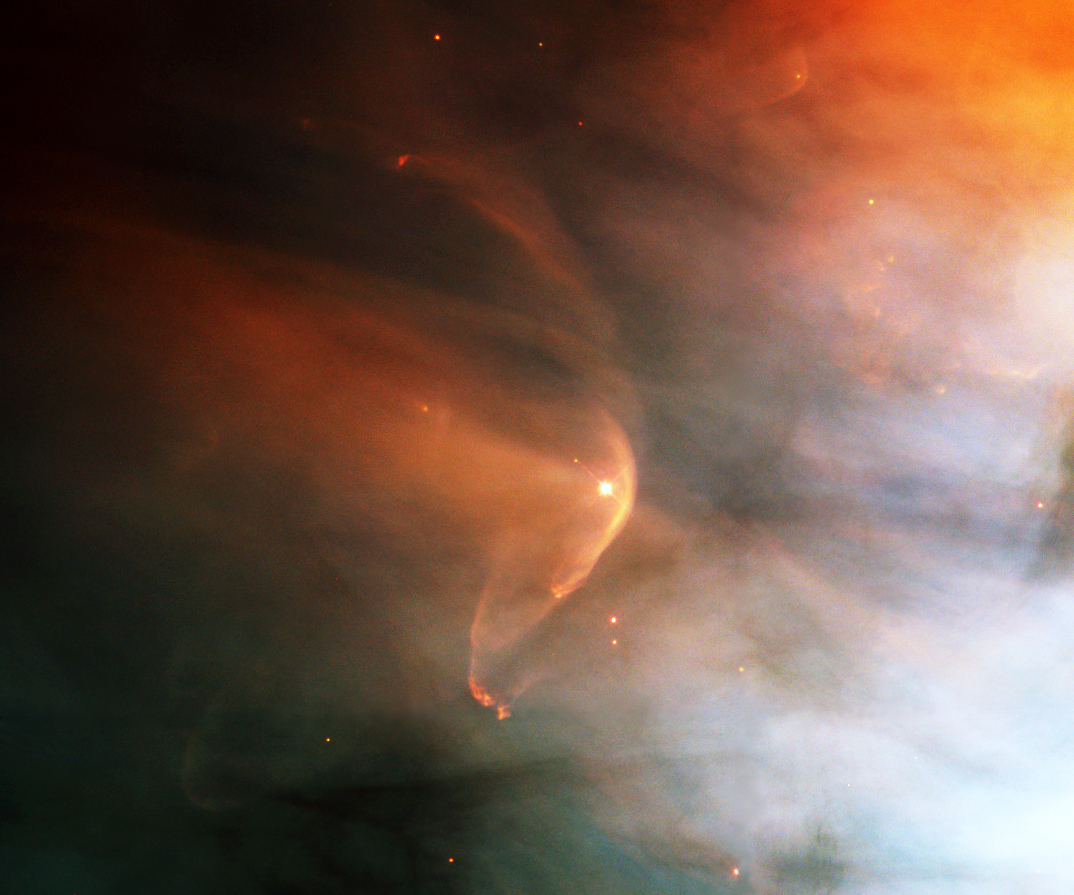
Łukowa fala uderzeniowa wokół gwiazdy LL Orionis

Przez około 25 lat naukowcy uznawali, że ruch heliosfery w lokalnym ośrodku międzygwiazdowym jest dostatecznie szybki, aby spowodować powstanie przed nią fali uderzeniowej w plazmie tworzącej ośrodek międzygwiazdowy. Podejrzewano, że znajduje się ona ok. 230 au od Słońca. Według jednej z hipotez, pomiędzy heliopauzą a łukową falą uderzeniową miał tworzyć się obszar wypełniony gorącym wodorem.
Weryfikacja tej i innych hipotez jest celem badań sondy IBEX, mającej sporządzić mapę heliosfery z orbity okołoziemskiej. Jej obserwacje wykazały, że naszej heliosferze nie towarzyszy łukowa fala uderzeniowa. Ruch Słońca względem lokalnego ośrodka międzygwiezdnego tworzy w nim zafalowanie, analogicznie do fali czołowej przed łodzią płynącą po wodzie, jednak nie jest dosyć szybki, żeby miała ona charakter fali uderzeniowej. Prędkość heliosfery względem Lokalnego Obłoku Międzygwiazdowego to 80 tysięcy km/h, a nie 95 tysięcy km/h, jak dotychczas oceniano, co przekłada się na o 25% mniejsze ciśnienie wywierane na granice heliosfery. Powstanie łukowej fali uderzeniowej dodatkowo utrudnia większe niż wcześniej zakładano natężenie pola magnetycznego w ośrodku międzygwiezdnym.
Łukowe fale uderzeniowe zaobserwowano natomiast w pobliżu kilku innych gwiazd, m.in. Miry Ceti, R Hydrae i LL Orionis w Wielkiej Mgławicy w Orionie.